# تولغا ساريتاش
تولغا ساريتاش (بالتركية: Tolga Sarıtaş) (مواليد 30 مايو 1991 في إسطنبول) هو ممثل تركي، اشتهر بدور شاهزاده جهانكير، سادس أبناء السلطان سليمان القانوني، والخامس من أبناء زوجته السلطانة خُرَم في المسلسل التركي الشهير حريم السلطان الجزء الرابع.

## السيرة
أصله من سيواس، وُلد ونشأ في إسطنبول. أكمل تعليمه الثانوي في مدرسة خليل عكانات الثانوية، وتخرج من كلية التعليم المفتوح بجامعة إسطنبول قسم الجغرافيا. شارك في التمثيل على مسرح بلدية إسنيورت ومسرح زيتيندالي. اهتم بالموسيقى والتمثيل منذ صغره، وتعلم العزف على العديد من الآلات الموسيقية. في شبابه عمل عازف طبول وجيتار في فرقة "جروب أوميغا" التي أسسها مع أصدقائه.

## حياته الشخصية
تزوج من مصممة الأزياء زينب ميروك، في يوم 27 يونيو 2024 في تشيشمي، والتي كان يحبها منذ حوالي خمس سنوات.

## أعماله

### المسلسلات
- 2012 :  الشوارع الخلفية بدور دوغان.
- 2013 : 20 دقيقة بدور فردي.
- 2013-2014 : حريم السلطان بدور شهزاده جيهانغير.
- 2014 : إسمي جولتيب بدور مراد.
- 2015-2016 :  بنات الشمس بدور علي.
- 2015 : المنفى الكبير بدور جميل.
- 2017-2019 : العهد بدور يافوز.
- 2019 : فرحات وشيرين بدور فرحات.
- 2020-2021 :علي رضا بدور علي رضا آلتاي.
- 2022:أبي بدور قادير ساروهانلي.
- 2024:المنظمة بدور آلتاي يالجينداغ

### أفلام
- 2009 : الأرض المظلمة بدور برق
- 2011 : Kaledeki Yalnızlık بدور فياض
- 2017 : الفتى السيئ بدور ميرتش

## الجوائز والإنجازات
| السنة | الجائزة                                | المناسبة                   | الحالة |
| ----- | -------------------------------------- | -------------------------- | ------ |
| 2015  | Ayaklı Gazete Ödülleri                 | أفضل ممثل                  | مرشح   |
| 2015  | Türkiye Gençlik Ödülleri               | أفضل ممثل                  | مرشح   |
| 2016  | 11.Makinist Medya Sanat Spor Ödülleri  | أفضل اسم في (Sosyal Medya) | مرشح   |
| 2016  | 23.İTÜ EMÖS Başarı Ödülleri            | أفضل ممثل                  | فوز    |
| 2016  | Ankara Hukuk Ceride-i Kantar           | أفضل ممثل                  | فوز    |
| 2016  | Sabancı Üniversitesi Lacivert Ödülleri | أفضل ممثل                  | فوز    |
| 2017  | Türkiye Gençlik Ödülleri               | أفضل ممثل                  | فوز    |
| 2017  | 44.Pantene Altın Kelebek Ödülleri      | أفضل ممثل                  | فوز    |
| 2018  | Altın Palmiye Ödülleri                 | أفضل ممثل                  | فوز    |
| 2018  | 45.Pantene Altın Kelebek Ödülleri      | أفضل ممثل                  | مرشح   |
| 2018  | Uluslararası Emmy Ödülleri             | أفضل ممثل                  | مرشح   |

## روابط خارجية
- تولغا ساريتاش على موقع IMDb (الإنجليزية)
- تولغا ساريتاش على موقع ألو سيني (الفرنسية)
- تولغا ساريتاش على موقع أول موفي (الإنجليزية)
- تولغا ساريتاش على موقع قاعدة بيانات الفيلم (الإنجليزية)